# Emy Coligado
 (avril 2019).
Si vous disposez d'ouvrages ou d'articles de référence ou si vous connaissez des sites web de qualité traitant du thème abordé ici, merci de compléter l'article en donnant les références utiles à sa vérifiabilité et en les liant à la section « Notes et références ».
Emy Lee Coligado est une actrice américaine d'origine philippine. Elle est née le 5 juin 1971 à Geneva dans l'Ohio et a grandi à Borger au Texas. Elle est diplômée en psychologie de la Texas Christian University. Elle est surtout connue pour son rôle de Piama, la femme de Francis dans la série Malcolm.

## Filmographie

### Cinéma
- 2005 : Don't Come Knocking
- 2005 : Kids in America de Josh Stolberg (en) : Emily Chua
- 2012 : The Three Stooges : Ling

### Télévision
- 2000 : Sabrina, l'apprentie sorcière (saison 5 épisode 5) : fille d'un club
- 2001 - 2006 : Malcolm : Piama Tananahaakna
- 2002 - 2007 : Preuve à l'appui : Emmy (29 épisodes)
- 2002 : Tout le monde aime Raymond (saison 7 épisode 16) : Claudia
- 2006 : Grey's Anatomy (saison 3 épisode 9) : Janelle Duco
- 2007 : Chuck (saison 1 épisode 8) : Mme Tang
- 2007 : Men in Trees : Leçons de séduction (saison 2 épisode 3) : Lucy Woo
- 2014 : Shameless (US) (saison 4 épisode 11) : Wesley Gretzsky
- 2022 : Archive 81 (saison 1 épisode 4) : Helen Jung